# Колонзи (Саскачеван)
Колонзи (енгл. Colonsay) је малено урбано насеље са административним статусом варошице у централом делу канадске провинције Саскачеван. Насеље се налази на деоници трансканадског аутопута (у Саскачевану познат као аутопут 16) на око 55 км источно од највећег града у провинцији Саскатуна. Насеље је добило име по шкотском острву Колонзи које се налази у архипелагу Унутрашњих Хебрида. Занимљиво је да све улице у насељу деле имена са острвима која се налазе дуж западне обале Шкотске.

## Историја
Ова област је насељена око 1905. године, а само насеље службено је основано крајем 1907. и почетком 1908. године када је административно уређено као село и веже се за градњу железнице од Ланигана ка Саскатуну. Године 1910. административно је унапређено у ранг варошице.
Број становника је током 20их година износио око 200 и држао се на том нивоу све до отварања рудника поташе крајем 60их година.
Насеље у привредном погледу данас почива на експлоатацији поташе и мањим делом на пољопривредној производњи. 

## Демографија
Према резултатима пописа становништва из 2011. у варошици је живело 475 становника у укупно 202 домаћинства, што је за 11,8% више у односу на 425 житеља колико је регистровано 
приликом пописа 2006. године.
| 2001. | 2006. | 2011. |
| ----- | ----- | ----- |
| 426   | 425   | 475   |